# Halina Bełchatowska-Spigiel
Halina Bełchatowska-Spigiel, z domu Chaja Bełchatowska (ur. 1919 w Warszawie, zm. 27 marca 2002 w Montrealu) – żydowska działaczka ruchu oporu w getcie warszawskim, uczestniczka powstania w getcie.

## Życiorys
Urodziła się w średniozamożnej rodzinie żydowskiej. Jej matka była introligatorką i należała do Żydowskiej Organizacji Kobiecej (JAF) działającej przy Bundzie. Przed II wojną światową mieszkała w kamienicy przy ulicy Smoczej 14.
W sierpniu 1942, podczas wielkiej akcji deportacyjnej, znalazła się w pociągu do Treblinki, z którego wyskoczyła wraz z szóstką przyjaciół. Brała udział w powstaniu w getcie warszawskim, a po jego upadku ukrywała się po aryjskiej stronie. Następnie uczestniczyła w powstaniu warszawskim. Po wojnie z mężem Bronkiem Spigelem osiedli w Montrealu.